# 查尔斯·朱特劳
查尔斯·朱特劳（Charles Henry Jewtraw，1900年5月5日—1996年1月26日）是一名美国速度滑冰运动员，他是第一位获得冬季奥林匹克运动会金牌的运动员。

## 生涯
朱特劳出生于美国纽约州克林頓縣。1924年1月26日他在1924年冬季奥林匹克运动会速度滑冰比赛上获得500米金牌。由于这是第一次奥林匹克冬季运动会，并且是这次运动会的第一次金牌比赛，因此他是第一名获得冬季奥林匹克运动会的运动员。不过他并不是第一名获得冬季运动项目的运动员，因为当时多种冬季运动项目在夏季运动会上进行过。朱特劳也是1924年冬季运动会上唯一一名美国奖牌得手。
他在奥林匹克运动会上用44.0秒速度滑冰500米获得金牌。他也参加了1500米和5000米的比赛，但是没有获得奖牌。
奥运会结束后朱特劳就结束了他的速滑生涯，在纽约当一家生产体育用械的厂商的推销员。
朱特劳逝世于佛罗里达州棕榈滩，享年95岁。